# Uncle's Visit
Uncle's Visit est un film muet américain réalisé par Thomas H. Ince et sorti en 1911.

## Fiche technique
- Réalisation : Thomas H. Ince
- Production : Carl Laemmle
- Date de sortie :  États-Unis : 27 novembre 1911

## Distribution
- George Loane Tucker : Mr Sperry
- Ethel Grandin : Mrs Sperry
- William Robert Daly : Weary Willie